# Mihai Trăistariu
Mihai Trăistariu (n. 16 decembrie 1976, Piatra-Neamț, Neamț, România) este un cântăreț din România, fost component al formației Valahia. Provine dintr-o familie de artiști. Tatăl său, Gheorghe Trăistariu, a fost pictor, iar mama sa, Natalia Trăistariu, (născută Natalia Antohi) a studiat medicina și a cântat în tinerețe. 
Mihai are 3 frați: Geanina, Constantin și Vasile. Toți cei 4 frați au studiat câte un instrument: Mihai - pianul, Geanina - vioara, Vasile - tot pianul, iar Constantin - trompeta, muzicuța și chitara. Fiind născut într-o familie de artiști, Mihai a dovedit interes muzical din tinerețe, studiind pianul de la vârsta de 7 ani și având încă de pe atunci rezultate notabile în domeniu. Petrecându-și copilăria ca olimpic la matematică și cu dorințe inițiale de a deveni om de știință sau matematician, Mihai Trăistariu își schimbă treptat interesul și aspiră să devină un cântăreț celebru, după ce a auzit la radio vocea celebrei cântărețe Mariah Carey, fiind fascinat de performanțele vocale excepționale ale acesteia și de întinderea sa vocală ieșită din comun: 5 octave. Mihai se apucă astfel de cântat, mai mult din dorința de atinge 5 octave, decât de a urma o carieră din asta. Între anii 1996-1998 el reușește să participe la 18 concursuri naționale de interpretare muzicală, obținând de fiecare dată premii, șapte din acestea fiind trofee. În 1998 este remarcat de producătorul Casei de discuri Sony Music - Romania, cu care semnează un contract pentru 5 ani.

## Carieră
Mihai Trăistariu este cântărețul român cu cele mai multe performanțe la nivel internațional.
- A vândut până acum peste 2.000.000 albume în țară și în străinătate.
- Între anii 1996-1998 participă la 18 concursuri naționale de interpretare, obținând de fiecare dată un premiu câștigând de 7 ori marele premiu.
- Din 1998 a cântat în trupa de succes Valahia, după care a început o carieră de solist.
- A obținut la concursul Eurovision cel mai mare punctaj din istoria României : 172 de puncte.
- A câștigat titlul de "Cea mai bună voce din România" de trei ori in primii ani ai carierei sale: în 1999, 2000 și 2006.[necesită citare]
- A câștigat de 5 ori titlul de "Cea mai bună voce masculină din România": în 2000, 2001, 2003, 2007 și 2011 și a fost nominalizat de alte 5 ori.
- După concursul Eurovision 2006, piesa sa "Tornerò" compusă de compozitorul Eduard Cârcotă, a fost difuzată în peste 30 de țări din Europa.
- Are în acest moment semnate contracte cu case de discuri din 15 țări: pentru Suedia, Norvegia, Finlanda, Danemarca cu Warner Brothers; pentru Grecia și Cipru cu Planet Works; pentru Germania, Austria, Elveția cu Jupiter Records; pentru Malta cu Template Records; pentru Spania și Portugalia cu Vale Music; pentru Anglia cu Garden Records; iar pentru România și Republica Moldova cu Roton. Albumele sale se vând în toate aceste 15 țări, iar videoclipurile și melodiile sale se difuzează pe TV și radio în toate aceste 15 țări.
- Mihai este singurul artist român care are 2 stele pe bulevardul celebrităților. Artistul a primit o stea în Malta, pe Bay Street, în 2007 și una în România, în 2009, pe Bulevardul Celebrităților din Mangalia, stea pe care a primit-o în cadrul festivalului Callatis. Mihai devine astfel singurul român care are stea pe bulevardul celebrităților din altă țară.
- Mihai este singurul artist român dublu-cetățean de onoare. În 2006 a primit titlul de cetățean de onoare al municipiului Piatra Neamț, orașul său natal; iar în 2009 a primit titlul de cetățean de onoare al municipiului Mangalia.
- Pe 6 ianuarie 2010, primarul municipiului Călărași i-a decernat "Cheia Municipiului Călărași".
- A fost desemnat de 2 ori până acum - "Artistul anului" în România: în 2000 și 2006.
- Este în TOP 100 - Cei mai mari români din toate timpurile ![3]
- După Eurovision, străinii i-au acordat lui Mihai premii de toate felurile: cea mai bună voce masculină (Grecia, Cipru, Malta, Suedia), hitul anului - "Tornerò" (Grecia, Malta, Cipru, Suedia, Islanda, Bielorusia, Turcia, Croația, Serbia, Polonia, Ucraina, Bulgaria, Republica Moldova) .
- Este primul și singurul român din istorie nominalizat la Los Angeles Music Awards.
- Are 14 albume la activ (6 cu trupa Valahia și 8 solo). Albumele lansate până acum sunt: "Valahia", "Why", "Pisicuța", "Te iubesc atât de mult", "2002", "Sha-la-la", "Altceva", "Tornero", "De Crăciun" (Christmas), "Love", "Best Of", "Lie, ciocârlie", "Balade" și "Change".
- Are 22 de videoclipuri, care au fost difuzate pe toate posturile TV din România și din 2006 și pe canale TV europene: "Banii și fetele", "La mare, la soare", "Vrem fetițe dotate", "Why", "Banana", "Singur", "Mama", "Scufița", "Nu plânge, iubito", "Sha-la-la", "Baby" feat. Tiger One & Alin, "Cât de frumoasă ești" (2 videoclipuri diferite), "Îți dau", "Tornero", "Dimmi și o no", "Puerto Rico", "Je t'aime", "Lie, ciocârlie", "Moș Crăciun ... ești nebun!", "E iarnă între noi", "Zombie love" și "Paradisio".
- Mihai Trăistariu are în palmares, până în acest moment, nu mai puțin de 123 de premii. Fie a câștigat concursuri naționale și internaționale de interpretare , fie a avut vânzări record de albume sau a obținut premii ca: cea mai bună voce, cea mai bună voce masculină, hitul anului, artistul anului, albumul anului, cel mai iubit artist, videoclipul anului, premii de excelență, diplome de onoare, premii de recunoștință etc.
- Pentru întinderea sa vocală excepțională (5 octave și o terță), Mihai a fost invitat, testat și atestat de specialiști în celebra emisiune Guinness Book din Germania. Concluzia lor a fost una singură : Mihai Trăistariu este singurul bărbat din lume care poate cuprinde cu vocea sa 5 octave și o terță. Deocamdată singurul record omologat aparține cântăreței Mariah Carey: 5 octave și jumătate.
- A concertat până acum în 29 de țări :
  - Grecia (33 concerte - Athena, Thessaloniki, Creta etc.)
  - Canada (4 concerte - Toronto, Montreal, Ottawa, Kitchener)
  - R. Moldova (28 concerte)
  - SUA (10 concerte - Houston, New York, Atlanta, Chicago, Los Angeles)
  - Malta (10 concerte)
  - Cipru (9 concerte)
  - Bulgaria (8 concerte - Varna, Veliko și Tarnovo)
  - Belarus (3 concerte)
  - Japonia (3 concerte - Tokyo, Kyoto)
  - Germania (74 concerte)
  - Austria (3 concerte - Vienna, Linz, Graz)
  - Elveția (3 concerte)
  - Italia (5 concerte - Padova, Roma, Milano, Torino, Veneția)
  - Norvegia(2 concerte - Oslo)
  - Suedia (14 concerte - turneu)
  - Islanda (1 concert)
  - Portugalia (3 concerte - 2 în Setúbal, un concert în Lisabona)
  - Finlanda (1 concert)
  - Belgia (4 concerte - Bruxelles)
  - Franța (4 concerte - Paris)
  - Slovenia (1 concert)
  - Letonia(1 concert)
  - Estonia (1 concert)
  - Rusia (1 concert)
  - Albania (1 concert)
  - Macedonia (1 concert)
  - Serbia (1 concert)
  - Spania (3 concerte - Madrid, Barcelona, Riudoms)
  - Georgia (1 concert)
- A fost premiat de 6 ori consecutiv la Festivalul "Mamaia" - două premii I, două premii II și două premii III.
- A participat de 6 ori consecutiv la selecția națională pentru Eurovision, clasându-se de fiecare dată pe locurile fruntașe: 2, 3, 4, 3, 3, 1.
- A câștigat de 5 ori "Hitul anului" cu melodiile - "Banii și fetele", "La mare, la soare", "Banana", "Cât de frumoasă ești" și "Tornero".
- A câștigat de 3 ori premiul - Albumul anului - "Why", "Altceva" și "Tornero" .
- A obținut Dublul Disc de Aur - pentru vânzările albumelor "Tornero", "De Crăciun", "Lie, ciocârlie" și "Best Of".
- A obținut până acum 2 discuri de platină (pentru albumele "Valahia" și "Why") și 13 discuri de aur ("Valahia", "Why", "Pisicuța", "Te iubesc atât de mult", "2002", "Sha-la-la", "Altceva", "Tornero", "De Crăciun", "LOVE", "Lie, ciocârlie", "Best Of" și "Balade").
- Are în acest moment 43 de fancluburi în România și 11 fancluburi internaționale (Rusia, Suedia, Țările de Jos, Danemarca, Belgia, Grecia, Malta, Croația, Polonia, Cipru, Republica Moldova). Peste 70.000 de fani sunt înscriși în fancluburile din România și peste 5.000 în cele internaționale.
- A câștigat 7 trofee la festivaluri internaționale în: Macedonia, Belarus, Letonia, Bosnia, Bulgaria, Serbia, Georgia.
- La Concursul Internațional EURODANCE, a câștigat locul 1 din partea publicului european care i-a dat 11.000 de voturi.
- A cântat în România în deschiderea concertelor unor vedete internaționale ca: C.C. Catch, Tom Jones, Michael Bolton, Ruslana, Elena Paparizou.
- A cântat în străinătate în deschidere la: Dj Bobo (în Grecia), Anna Vissi (în Grecia), Dana International (în Bielorusia), Elena Paparizou (în Grecia), Michael Bolton și Stevie Wonder (în Letonia).
- A fost votat de cei 400.000 de fani Eurovision de pretutindeni drept Cea mai bună voce din istoria Eurovision-ului din cele 54 de ediții și până acum.
- A susținut până acum în România peste 6.000 de concerte (din 1998 și până în prezent) și peste 220 de concerte internaționale.
- În iunie 2009 - este nominalizat la categoria "Celebritatea anului" în cadrul "Galei celebrităților", organizată de Assisteo International Celebrity.
- La sfârșitul anului 2009 este nominalizat la categoria "Omul anului" în cadrul "Premiilor Radio România Internațional"[nefuncțională]
.
- Este nominalizat din nou la categoria - "Artistul anului 2009" în cadrul "Premiilor Anuale - Radar De Media".
- În luna martie 2010 este nominalizat la Premiile Radio România Actualități[nefuncțională]
 la două categorii: cel mai bun interpret (cu melodia "Je t'aime") și cel mai bun album ("Love").

## Personale
- S-a născut la Piatra Neamț iar în prezent locuiește în Constanța.
- A urmat clasele I - VIII la Școala generală nr. 4 ( "Elena Cuza") din Piatra Neamț.
- A absolvit Colegiul Național "Petru Rareș" din Piatra Neamț, secția matematică-fizică.
- A absolvit Facultatea de matematică în cadrul Universității "Al. I. Cuza" din Iași, având specializarea matematică-informatică și Facultatea de Actorie, în cadrul Universității "OVIDIUS" din Constanța.
- De la vârsta de 12 ani a participat, timp de 6 ani la rând, la olimpiada de matematică, unde a ajuns, de fiecare dată, la faza națională. Ulterior a fost cooptat în lotul olimpic de matematică.
- La 16 ani începe să ia cursuri de actorie-regie cu directorul Teatrului Tineretului din Piatra Neamț, actorul și regizorul Corneliu Dan Borcia.
- A studiat pianul timp de 10 ani cu profesor particular.
- A urmat în perioada facultății - cursurile de jazz ale Casei Studenților din Iași, conduse de compozitorul și profesorul de jazz - Romeo Cozma.
- Are șase afaceri personale: un studio de înregistrări (eMenTi Studio) și o Școală de Muzică - eMenTi STAR ACADEMY (MenTi).
- Mai are 3 frați: Geanina, Constantin și Vasile.
- Vasile Trăistariu, unul din cei 3 frați, este un pictor cunoscut atât pe plan național, cât și pe plan internațional.
- Are acasă, la Constanța, 7 pisici: Ambiță, Negruțu, Gândăcel, Prichi, Pufi, Rina și Pufuleț.
- Are o asociație de protecție a animalelor (eMenTi ZOO), ce are în grijă peste 100 de câini maidanezi.
- Este pasionat de știință, drept pentru care are deja în derulare un proiect cu fonduri europene pentru înființarea unui Centru de cercetare.
- Este îndrăgostit de mașinile sport. A avut până acum: un Peugeot 206 CC, un Porsche Boxster și un Volkswagen EOS, toate 3 decapotabile.

## Alte activități în domeniul muzical
- Începând cu anul 2006, a fost invitat să facă parte din peste 400 de jurii la tot felul de festivaluri-concurs de muzică ușoară, naționale și internaționale: Bielorusia, Bulgaria, Cipru, Republica Moldova.
- A fost membru al juriului în emisiunea "Vreau să fiu vedetă" de la Antena 1.
- A fost profesor de canto la Academia de Staruri - Starscool din București.
- A fost, în fiecare an, profesor de canto pentru finaliștii festivalului de la Mamaia.
- A fost președintele juriului emisiunii tv "Academia Speranțelor" de la Tv Neptun.
- Este directorul, organizatorul si prezentatorul Concursului Internațional de Muzică Pop "Liga Campionilor" Arhivat în 29 octombrie 2013, la Wayback Machine..
- În anul 2014 a prezentat cele 12 ediții ale emisiunii-concurs "Campionii Muzicii" de pe Neptun TV.
- Este proprietarul site-ului internațional de karaoke: KARAOKE GLOBAL Arhivat în 7 februarie 2011, la Wayback Machine..
- Conduce site-ul dedicat tuturor festivalurilor din lume.
- E profesor de canto la Școala de muzică pe care a înființat-o în ianuarie 2014: eMenTi STAR ACADEMY, din Constanța.

## Discografie

### Albume
| 1999    | 2000 | 2001     | 2002                   | 2003     | 2004 | 2005    | 2006       | 2007 | 2008 | 2009 | 2010           | 2011 | 2012   | 2013 | 2014 | 2015 | 2016   |
| ------- | ---- | -------- | ---------------------- | -------- | ---- | ------- | ---------- | ---- | ---- | ---- | -------------- | ---- | ------ | ---- | ---- | ---- | ------ |
| Valahia | Why  | Pisicuța | Te iubesc atât de mult | Curcubeu | -    | Altceva | Tornero    | -    | -    | Love | Best Of        | -    | Balade | -    | -    | -    | Change |
| -       | -    | -        | "2002"                 | -        | -    | -       | De Crăciun | -    | -    | -    | Lie, ciocârlie | -    | -      | -    | -    | -    | -      |

### Single-uri
| 1998            | 1999                          | 2000               | 2001                  | 2002              | 2003                   | 2004                        | 2005                 | 2006                    | 2007           | 2008                                              | 2009                       | 2010                         | 2011              | 2012                         | 2013                                | 2014          | 2015                      | 2016        | 2017                          |
| --------------- | ----------------------------- | ------------------ | --------------------- | ----------------- | ---------------------- | --------------------------- | -------------------- | ----------------------- | -------------- | ------------------------------------------------- | -------------------------- | ---------------------------- | ----------------- | ---------------------------- | ----------------------------------- | ------------- | ------------------------- | ----------- | ----------------------------- |
| Mă iubește      | La mare, la soare             | Banana             | Singur                | Iubito, nu plânge | Sha la la              | Când sunt singur            | Cât de frumoasă ești | Tornero                 | Dimmi si o no  | Your love is high                                 | Puerto Rico                | Je t'aime                    | Lie, ciocârlie    | Nu mai vreau iubire          | It's another day feat. Drei Ros     | I'm sorry     | I will always love you    | Zombie love | I won't surrender             |
| Nu mă părăsi    | Femei și bărbați feat. Exotic | Vrem fetițe dotate | Cățeluș cu părul creț | Mama              | Ți-am adus un curcubeu | Believe me                  | Îți dau              | All the time feat. Nico | The First Noel | Love is hard to understand feat. Alexandra Toader | If you wanna dance tonight | Fly                          | Hai Catrină       | Moș Crăciun ... ești nebun ! | Aqui estoy yo feat. Lucian Colareza | Colaj etno    | Knockin' on Heaven's door | Paradisio   | Inima nu vrea                 |
| Banii și fetele | Băutură și femei              | Why                | Niciodată feat. L.A.  | Scufița           | Friends are friends    | Baby feat. Tiger One & Alin | Goodbye              | O lacrimă               | Ave Maria      | Ni kuai le ma                                     | Hai în lumea mea           | Everybody loves tomorrow day | Mărie și Mărioară | For love feat. Costi Ioniță  | E iarnă între noi                   | Luai cârliglu | Billie Jean               | -           | Chop chop ( feat. En3rgy Mc ) |
| -               | Aș da zile de la mine         | M-am îndrăgostit   | -                     | -                 | -                      | -                           | Only you             | -                       | O, Holy Night  | I love your way                                   | -                          | -                            | -                 | -                            | -                                   | -             | -                         | -           |                               |

### Videoclipuri
| 1999              | 2000               | 2001   | 2002              | 2003                   | 2004                        | 2005                 | 2006    | 2007          | 2008 | 2009        | 2010           | 2011 | 2012                         | 2013              | 2014 | 2015 | 2016        |
| ----------------- | ------------------ | ------ | ----------------- | ---------------------- | --------------------------- | -------------------- | ------- | ------------- | ---- | ----------- | -------------- | ---- | ---------------------------- | ----------------- | ---- | ---- | ----------- |
| Banii și fetele   | Banana             | Singur | Iubito, nu plânge | Mama                   | Baby feat. Tiger One & Alin | Cât de frumoasă ești | Tornero | Dimmi si o no | -    | Puerto Rico | Je t'aime      | -    | Moș Crăciun ... ești nebun ! | E iarnă între noi | -    | -    | Zombie love |
| La mare, la soare | Why                | -      | Scufița           | Sha la la ( Mai stai ) | -                           | Îți dau              | -       | -             | -    | -           | Lie, ciocârlie | -    | -                            | -                 | -    | -    | Paradisio   |
| -                 | Vrem fetițe dotate | -      | -                 | -                      | -                           | -                    | -       | -             | -    | -           | -              | -    | -                            | -                 | -    | -    | -           |